# Dino Crisis
Dino Crisis (ディノクライシス?, Dino Kuraishisu) è un videogioco survival horror sviluppato e pubblicato da Capcom originariamente per la console PlayStation nel 1999. È il primo capitolo della serie Dino Crisis ed è stato concepito dalla stessa squadra dietro la serie Resident Evil di Capcom, tra cui il game director Shinji Mikami, condividendo molte somiglianze con essa. La trama segue le vicende di Regina, un'agente speciale inviata con una squadra specialistica ad indagare su una struttura di ricerca remota su un'isola, invasa da dinosauri, che Regina deve combattere, fino a scoprire i segreti della struttura e uscirne viva.
Invece degli sfondi pre-rendering tipici dei giochi Resident Evil che l'hanno preceduto, Dino Crisis utilizza un motore grafico con elaborazione dati in tempo reale e dotato di ambienti 3D. Il gameplay si basa sui concetti base del survival horror, tra cui azione e risoluzione di enigmi, ed è stato sviluppato per incutere terrore più viscerale e coerente grazie ai dinosauri, rapidi, intelligenti e violenti. La squadra di sviluppo ha utilizzato gli odierni animali carnivori come riferimenti per animare i dinosauri e programmare i loro comportamenti. La visione di Mikami per il gioco non è mai stata pienamente soddisfatta, in quanto voleva sviluppare un'intelligenza artificiale dei dinosauri più complessa, seppure abbia ritenuto che la squadra è stata in grado di creare ambienti sufficientemente dettagliati nonostante le limitazioni hardware di PlayStation.
Dino Crisis è stato un successo commerciale e di critica, con la versione PlayStation che vendette oltre 2.4 milioni di copie. La stampa specializzata ha evidenziato il confronto con Resident Evil, arrivando a descriverlo come "Resident Evil coi dinosauri". Sono state elogiate l'intensità del gioco, la grafica e il gameplay stesso. Alcune critiche sono state rivolte alla mancanza di varietà di dinosauri, agli ambienti ripetitivi e agli enigmi. Dino Crisis è stato convertito per Sega Dreamcast e Microsoft Windows nel 2000 e poi rilasciato su PlayStation Network a partire dal 2006. Due versioni diverse per Game Boy Color erano in fase di sviluppo, ma entrambe sono state cancellate.

## Trama
La storia di Dino Crisis si svolge nel 2009, su un'isola remota conosciuta come "Ibis Island". L'ente militare "Secret Operation Raid Team" –  S.O.R.T. –  ha inviato un agente, Tom, per indagare su di una struttura di ricerca presente su Ibis. Durante la missione di ricognizione, Tom apprende che il dottor Edward Kirk, uno scienziato di fama mondiale creduto morto nel 2006, sta conducendo pericolosi esperimenti segreti all'interno della struttura. Il S.O.R.T. invia gli agenti Regina, Gail, Rick e Cooper per recuperare Kirk e metterlo agli arresti. La squadra arriva sull'isola durante la notte, atterrando tramite paracadute. Atterrano all'esterno della struttura Regina, Rick e Gail, mentre Cooper atterra erroneamente in mezzo ad una foresta in cui verrà divorato da un Tyrannosaurus rex poco dopo.
Una volta all'interno della base, gli agenti scoprono i cadaveri eviscerati e parzialmente divorati del personale di sicurezza e degli scienziati. Procedendo apprendono che il bagno di sangue è stato causato da dinosauri, in particolare Velociraptor, che ora si aggirano liberi per l'intera struttura. Benché l'ordine di recuperare il dottor Kirk è ancora valido, a causa delle recenti scoperte la priorità più importante è però segnalare un SOS. Regina si prefigge di attivare l'antenna principale per lanciare il segnale e dopo aver ripristinato le comunicazioni, torna alla sala di controllo.
Regina e Rick, incontrano l'agente Tom, gravemente ferito e prossimo alla morte. Rick lo porta nella sala medica ma un Velociraptor li attacca; Tom si sacrifica uccidendo il dinosauro e salvando Rick. Più tardi, Regina e il team riescono ad individuare il dottor Kirk e a catturarlo. Mentre si stanno preparando ad andarsene con l'elicottero che ha risposto al SOS, il Tyrannosaurus rex distrugge il velivolo, costringendoli a ritirarsi mentre Kirk riesce a scappare. Regina e Rick fuggono e individuano le chiavi di una nave, unico sistema rimasto per lasciare Ibis Island. Tuttavia la via per raggiungere il deposito della nave è soggetta ad una "anomalia fisica" che non permette di passare. Rick deduce che un'anomalia simile ma più grande è stata la causa di una distorsione dello spaziotempo che ha portato i dinosauri nel futuro dal Mesozoico. La ricerca per trovare lo scienziato continua, e Regina finisce per essere minacciata da Kirk, che riesce a coglierla di sorpresa; fortunatamente l'arrivo del caposquadra Gail la salva e Kirk è di nuovo catturato e posto in arresto.
Kirk conferma la teoria di Rick: i dinosauri sono stati portati dal loro tempo nel presente, durante l'esperimento che stava eseguendo utilizzando la "Terza Energia". La frattura dello spaziotempo ha fatto in modo che una parte della Ibis Island del presente sia stata scambiata con quella di milioni di anni nel passato, portando appunto con sé i dinosauri. Kirk ammette che se i reattori della base vanno in sovraccarico, l'energia liberata e l'anomalia che blocca l'accesso alla nave finirebbero in una annichilazione reciproca. Dopo che Regina ottiene lo stabilizzatore e l'inizializzatore e li usa per sovraccaricare i reattori, l'energia liberata scuote la base e Gail resta ferito permettendo a Kirk di liberarsi e fuggire nuovamente. Causa il sovraccarico, i reattori di Ibis Island stanno per esplodere e i membri del team si apprestano a fuggire usando l'imbarcazione. Gail è però determinato a catturare Kirk, torna a inseguirlo nella base per prenderlo, ma ordina a Regina e Rick di andarsene senza di lui se non tornerà entro trenta minuti.
Tre diversi finali sono possibili perché determinati dalle scelte che il giocatore ha fatto. Tutti i finali coinvolgono comunque una battaglia contro il Tirannosauro e la fuga dall'isola. Regina sopravvive in ogni epilogo, mentre altri personaggi possono morire a seconda del modo in cui il gioco si è svolto.

### Personaggi
Regina
Regina è l'unico membro donna della squadra, ed è il personaggio giocante. È una spia intelligente ed una esperta di armi, tende ad analizzare attentamente le situazioni che la coinvolgono e prende decisioni basandosi sul proprio buon giudizio.
Gail
Gail è una spia veterana, oltre che il caposquadra. La sua reputazione lo precede: è noto per il suo essere determinato e con una volontà d'acciaio. Vede il proprio lavoro come gli scacchi, dove ogni pezzo è sacrificabile e manipolabile.
Rick
Rick è il terzo componente della squadra. È un afroamericano esperto di informatica, medicina e operazioni con veicoli. Spesso tende a mettere per importanza i membri del proprio team, prima degli obiettivi di missione.
Dottor Kirk
Il dottor Edward Kirk è lo scienziato pazzo responsabile della teoria "Terza Energia". È ossessionato dal suo lavoro, arrogante ed egoista, non riesce a distinguere concretamente il bene dal male.

## Modalità di gioco

Schermata di equipaggiamento in Dino Crisis: fucile a pompa, e munizioni (10) sono selezionati per l'uso. In basso a destra un'immagine del personaggio giocante, Regina

Il gameplay di Dino Crisis è tipico di un videogioco survival horror, e condivide molte analogie con la serie Resident Evil della stessa Capcom. Regina può camminare, correre, girarsi, indietreggiare, spingere e salire sugli oggetti oltre ad eseguire un giro su se stessa di 180 gradi. Una mappa mostra la posizione di Regina, l'obiettivo attuale, i punti di salvataggio e le porte chiuse. I punti di salvataggio sono rappresentati da stanze che richiederanno al giocatore di salvare quando sarà in procinto di uscire. Alcune porte sono bloccate da un sistema "D.D.K." ("Chiave a disco digitale"). Per aprire queste porte, il giocatore ha bisogno sia di un "Code Disk" che di un "Input Disk" da utilizzare insieme per decifrare i codici e sbloccare le porte. In tutto il complesso sono presenti anche misure di sicurezza a campo di forza che possono essere attivati per bloccare l'accesso ai dinosauri.
Regina ha un inventario che può contenere oggetti chiave, armi, munizioni e kit di pronto soccorso. È possibile anche combinare alcuni elementi per aggiornarli o farne di completamente nuovi, come i dardi imbottiti di benzodiazepine. Questi elementi possono essere lasciati anche in "scatole di emergenza" – diffuse in tutto il mondo di gioco – che devono essere sbloccate con chiavi speciali chiamate "spine" prima che siano utilizzabili. Le scatole di emergenza sono organizzate in colori verde, rosso o giallo, le prime contenenti oggetti medici, le seconde munizioni, le terze entrambi. Ogni scatola consente accesso al contenuto delle altre scatole già sbloccate dello stesso colore.
Il giocatore può muoversi imbracciando armi ed utilizzando un sistema di memorizzazione della posizione del nemico quando prende la mira – un agganciamento automatico, quindi. Gli avversari possono disarmare Regina, costringendo il giocatore a recuperare l'arma. Le armi principali del gioco sono la pistola Glock 34 e il fucile a pompa Franchi SPAS-12; dove la prima garantisce una bassa potenza di fuoco ma elevata stabilità, la seconda eccelle per danno ma scarso controllo del rinculo. In alcuni casi un segnale a schermo può mostrare la scritta "PERICOLO" lampeggiante, a quel punto il giocatore deve premere una serie di pulsanti del controller il più rapidamente possibile per sopravvivere. Se Regina rimane ferita cambia il proprio atteggiamento, muovendosi affannosamente,  sanguinando dalle ferite e continuando a perdere la salute. L'applicazione di un laccio emostatico può fermare una emorragia, mentre per una cura definitiva vi è bisogno di un kit di pronto soccorso. Se Regina muore, il giocatore può continuare dalla stanza in cui è deceduta grazie ad un "checkpoint". Dopo che cinque checkpoints vengono esauriti, il giocatore deve obbligatoriamente continuare dal suo ultimo punto di salvataggio.

## Sviluppo

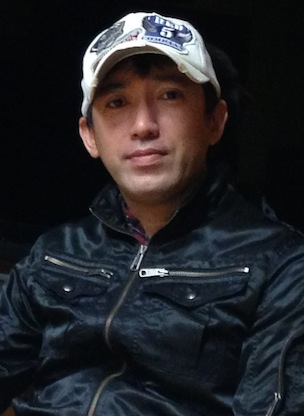
Il game director e produttore di Dino Crisis, Shinji Mikami

Dino Crisis è stato diretto e prodotto da Shinji Mikami, sviluppato da una squadra che sarebbe diventata poi parte del famigerato Capcom Production Studio 4. Il ruolo di director sarebbe dovuto appartenere, inizialmente, a Shū Takumi – ideatore della nota serie Ace Attorney – che però a causa di problematiche nella gestione del team venne sostituito da Mikami, contribuendo comunque allo sviluppo del gioco.
È stato sviluppato come progetto parallelo alla popolare serie di Resident Evil creata dallo stesso Mikami; tuttavia il suo team ha voluto allontanarsi dagli zombie e fare qualcosa che avesse un che di più reale. Ispirandosi a opere come Il mondo perduto - Jurassic Park ed Aliens - Scontro finale, Mikami optò quindi per i dinosauri come antagonisti, definendoli grandi, forti, temibili e violenti.

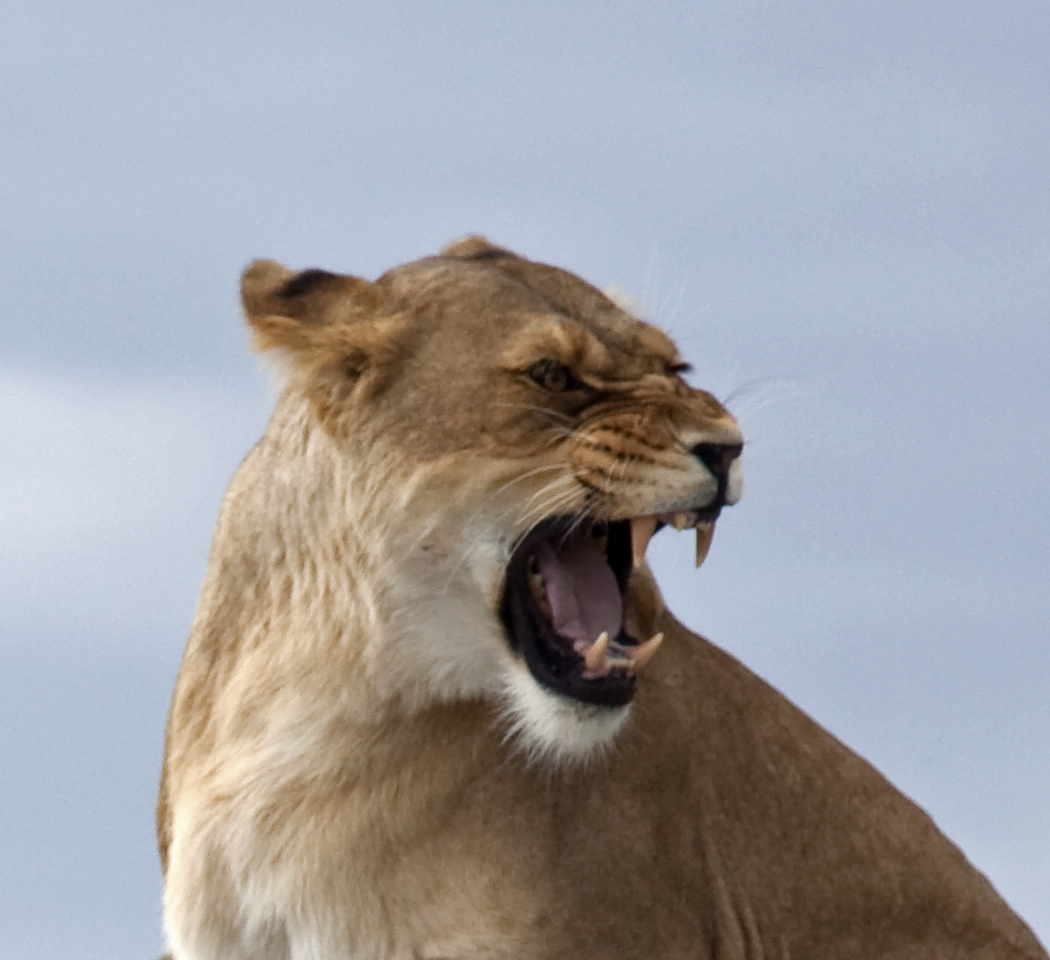
Per la costruzione dell'intelligenza artificiale dei dinosauri, Mikami ha scelto di osservare i comportamenti degli odierni carnivori terrestri

Il gioco è stato sviluppato e commercializzato con l'idea di dover affrontare una paura più coerente, laddove i dinosauri sarebbero stati più intelligenti, veloci e in grado di inseguire il giocatore, rispetto ai comuni zombie. Mikami ha descritto Resident Evil come "l'horror nella casa" e Dino Crisis come "l'horror sulle montagne russe".
Dino Crisis, invece degli sfondi in pre-rendering tipici dei giochi Resident Evil, avrebbe utilizzato un motore grafico con elaborazione dati in tempo reale e dotato di reali ambienti 3D. Mikami ha scelto un motore grafico con elaborazione in tempo reale per consentire una migliore azione cinematografica e rappresentazioni dei personaggi più drammatiche che altrimenti sarebbero state impossibili. Tuttavia, dovendo sfruttare questa funzionalità, le limitazioni hardware di PlayStation resero difficile per gli sviluppatori creare ambienti dettagliati. Una parte del gioco ambientata nella giungla venne rimossa a causa di queste problematiche. Mikami ha però ritenuto che la squadra è stata in grado di creare ambienti sufficientemente dettagliati nonostante le limitazioni nel mesh poligonale.
Come Resident Evil, il gioco si sarebbe ambientato principalmente al chiuso, in un grande edificio, poiché Mikami voleva mantenere la sensazione di claustrofobia, pensando che potesse costituire un elemento aggiuntivo per generare paura.
Poiché non è del tutto noto come i dinosauri si muovessero o si comportassero, gli sviluppatori hanno dovuto usare la propria immaginazione ed animali come i coccodrilli e i cani come riferimento. L'intelligenza artificiale dei dinosauri venne costruita osservando i comportamenti dei leoni, tigri ed altri carnivori terrestri che rappresentano un pericolo per gli esseri umani. La visione dei dinosauri che Mikami aveva non era tuttavia pienamente riuscita. Il game director avrebbe voluto includere un'intelligenza artificiale dei dinosauri ancora più complessa, con ogni specie dotata di caratteristiche proprie e capaci di valutare le condizioni del giocatore o di tendere imboscate. Anche le animazioni e le grida dei dinosauri non hanno rispecchiato le aspettative di Mikami. Il numero di dinosauri nella versione nordamericana è maggiore rispetto alla versione giapponese, mentre la varietà delle specie presenti è rimasto identica.
Dino Crisis è stato rivelato per la prima volta all'edizione primaverile del Tokyo Game Show 1999, con una finestra di lancio proiettata al 1º luglio dello stesso anno in Giappone, due mesi prima della pubblicazione di Resident Evil 3: Nemesis.

## Accoglienza
| Testata                           | Giudizio |
| --------------------------------- | -------- |
| GameRankings (media al 20-5-2017) | 83.59    |
| IGN                               | 9,2/10   |
| Game Informer                     | 9/10     |
| GameSpot                          | 8,5/10   |
| Edge                              | 8/10     |
| GamePro                           | 4,5/5    |
| PlayStation Official Magazine     | 4/5      |
| Famitsū                           | 34/40    |

Dino Crisis ha ricevuto valutazioni piuttosto positive riuscendo a polarizzare una media di voti pari ad 83 su GameRankings. La stampa specializzata ha confrontato Dino Crisis con Resident Evil, correlandolo anche a Jurassic Park, e descrivendo il gioco come "Resident Evil coi dinosauri". Nonostante queste somiglianze, è stato notato però che il gioco "valorizza e altera" la formula di Resident Evil con i propri punti di forza. Dino Crisis è stato un successo commerciale, divenendo un best seller soprattutto in Giappone. La versione PlayStation ha venduto 2.4 milioni di copie in tutto il mondo e per questo ha ricevuto da Capcom il riconoscimento di "Titolo Platinum".
I critici hanno elogiato l'azione e l'intensità del gioco, supportata dalla reale computer grafica 3D e colonna sonora. GamePro ha dichiarato che il titolo possiede un grande mix di azione e strategia, grazie anche all'intelligenza artificiale dei dinosauri che tengono l'azione sul filo del rasoio. IGN ha definito il gioco "feroce, implacabile", notando i picchi di accelerazione del gameplay durante le sequenze d'azione. Alcune lodi sono state rivolte verso il realismo del gioco, dei comportamenti dei dinosauri e il modo in cui le ferite subite pesano in modo marcato – come il sanguinamento del personaggio.
La grafica in reale 3D è stata generalmente apprezzata, con i critici che l'hanno descritta "pulita" e "nitida", GameSpot in particolare ha elogiato i modelli dei personaggi e gli effetti di luce, dichiarando che "l'utilizzo di sfondi poligonali ha aumentato la sensazione di paura anche di più di Resident Evil". La realizzazione dei dinosauri è stato un punto di discussione molto forte tra i critici. Sebbene "GamePro" ha elogiato l'intelligenza artificiale dei dinosauri, altri hanno criticato la scarsa varietà di specie presenti nel gioco. "IGN" ha infatti bocciato la varietà dei nemici, ritenendoli  "al 90% solo velociraptor", apprezzandone gli effetti audio ma giudicandoli meno spaventosi degli aberranti mostri di Resident Evil.

### Eredità
Dino Crisis ha avuto un sequel più incentrato sull'azione intitolato Dino Crisis 2 che è stato pubblicato per PlayStation nel 2000, ed ha riscosso buone valutazioni. Nel 2002, Capcom ha rilasciato Dino Stalker, uno sparatutto con pistola ottica per PlayStation 2, che ha ottenuto responsi contrastanti. Successivamente un terzo capitolo, però prettamente basato sull'azione, Dino Crisis 3, è stato rilasciato nel 2003 per Xbox, ricevendo pareri contrastanti a sua volta. La protagonista di Dino Crisis, Regina, è stata inserita come personaggio giocabile nell'action RPG Namco × Capcom, pubblicato su PlayStation 2. L'iconica tuta da combattimento di Regina è disponibile anche come costume selezionabile in Resident Evil 3: Nemesis e in Dead Rising 3 come contenuto scaricabile.

## Ripubblicazioni ed altre versioni
Di Dino Crisis sono state anche realizzate due versioni alternative, una per la console Sega Dreamcast e l'altra per Microsoft Windows, entrambi pubblicate nel 2000.Ambedue le versioni hanno ricevuto recensioni piuttosto controverse, contornate da critiche per i pochissimi miglioramenti allo scopo di sfruttare un hardware decisamente superiore a quello di PlayStation. La qualità grafica è stata ritenuta inaccettabile soprattutto su Windows, con "IGN" che l'ha definita "raggrinzita". La versione per Dreamcast era sostanzialmente identica alla versione PlayStation, con un miglioramento al texture mapping che su PlayStation generava problemi. Questa versione di Dino Crisis è stata anche messa a confronto con Resident Evil Code: Veronica, altro videogioco survival horror Capcom pubblicato proprio nel 2000, uscendone inevitabilmente surclassata e sconfitta da quest'ultimo, che è stato definito un'esperienza ludica di gran lunga superiore per la macchina SEGA.
Una reinterpretazione del gioco era in fase di sviluppo per il Game Boy Color, ma è stata annullata, in favore della creazione di Resident Evil Gaiden, pubblicato nel 2001 per la console portatile. Una versione del gioco per il Game Boy Color entrò nuovamente in sviluppo ed avrebbe contenuto tutti e quattro i personaggi della versione originale, nonché sette ambientazioni, centinaia di stanze diverse e cinque specie di dinosauri. Tuttavia, anche questa seconda versione venne annullata.
Dino Crisis è stato ripubblicato come "Classico PSOne", ottenibile tramite download su PlayStation Network, il 21 dicembre 2006 in Giappone ed il 24 novembre 2009 in America del Nord.